# Амбоно-тиморские народы
Амбоно-тиморские народы — группа народов на востоке Индонезии и в Восточном Тиморе. Языки — индонезийские, австронезийской языковой семьи. Численность − 2,32 млн чел. В Вост. Тиморе — 20 тыс. По религии — мусульмане-сунниты.

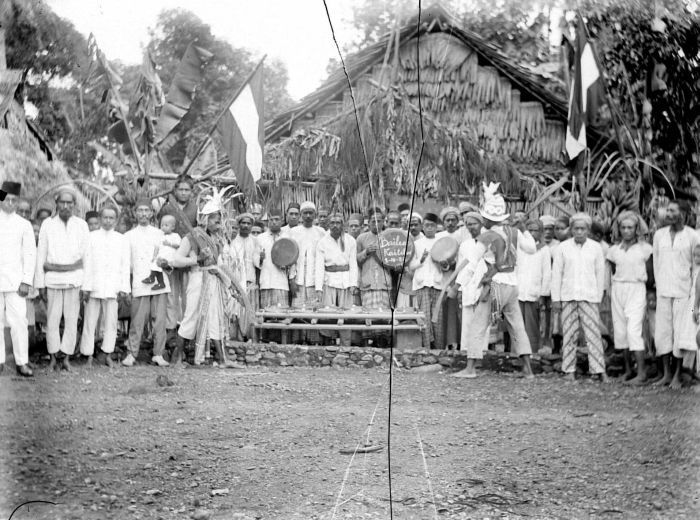
Группа амбонцев с музыкальными инструментами

## Ареал расселения
Эта группа населяет восток Малых Зондских островов, Солорский и Алорский архипелаги, о. Флорес, о. Роти, юг и центр Молуккских о-вов (группы о-вов Селатан-Тимур, Барат-Дая, Амбонские, Ару, Буру, Сула, о. Серам), Восточный Тимор.

## Этногенез и этнический состав
Формирование амбоно-тиморских народов происходило длительного контакта австронезийцев с неавстронезийским населением. В XIII—XIV вв. они были втянуты в сферу влияния яванской индуистской цивилизации. В XV в. сюда проник ислам. На Амбонских о-вах и о-вах Банда возникли центры по производству пряностей, которые были захвачены в XVI в. португальцами, а в XVII — голландцами. В колониальный период они входили в состав населения некоторых индонезийских султанатов(Това, Тернате, Тидоре).
В группу входят многие народы, наиболее крупные из них — алорцы, ротийцы, атони, амбонцы, ламахолот. Они делятся на типы этнических общностей, соответствующие историко-этнографическим ареалам.
- Южно-молуккский ареал — «торговые этносы», алорцы, курцы, амбелаунцы, банданцы, батуаса, гесерцы, добоанцы и др.
- Восточно-тиморский ареал — «колониальные этносы» — амбонцы.
- Западно-тиморский ареал — аборигенные народы внутренних областей — алуне, аруанцы, вемале, буруанцы, бонфия, ветарцы, атони, тетумы, кемаки, мамбаи, тукудеде, кеданг, ламахолот, кейцы, танимбарцы, ротийцы, летийцы, ватубельцы, манусела, серамцы и др.

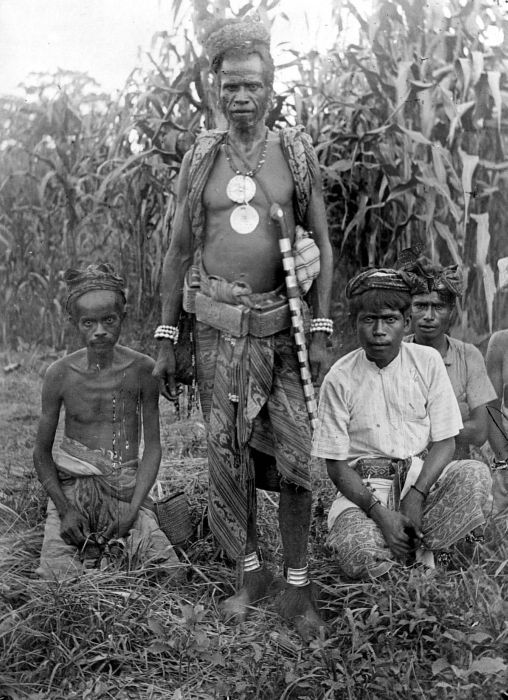
Атони

## Хозяйство
Наиболее развитые по культуре — амбонцы и банданцы. В этом регионе народы делятся по типу хозяйства: 1. Производители копры и пряностей, которые сочетаются с огородничеством и садоводством. 2. Добыватели саго. 3. Земледельцы внутренних районов. 4. Животноводы океанического типа. 5. Охотники и собиратели.
Саго — основная культура для первого типа, и распространена у других. От Малайзии до Новой Гвинеи простирается район культивирования саго, а на севере Молуккских о-вов — его главный центр. В дополнение к производству саго островитяне занимаются огородничеством, выращивают маниок, батат, таро, ямс, ананасы, бананы, стручковый перец. У земледельцев прежде важнейшими культурами были ямс и таро, позже стали маниок и батат. Также они выращивают и чисто северные культуры, картофель, помидоры, капусту, лук. В небольшой степени — рис и просо. Ручное земледелие распространено в отсталых горны районах. Орудия примитивны — сажальный кол и нож паранг. Мотыга неизвестна.
Животноводы океанического типа разводят свиней, кур, собак. В некоторых районах животноводство имеет большее значение, там больше поголовье скота, и кроме вышеперечисленных видов разводят буйволов, лошадей, гусей, кур, уток. Отличие составляют мусульмане, у них свиньи заменены козами. Охотники и собиратели живут в глубинных районах. В дополнение они также добывают саго.

## Традиции
Жилище у данной группы народов — общеиндонезийского типа, свайное, реже наземное, каркасно-столбовое, окружено верандой. Поселения — прибрежные, имеют линейную и беспорядочную планировку. Традиционные поселения (негри-лама) исчезли. Они располагались на труднодоступных скалистых мысах, планировку имели кучевую.
Одежда — набедренная повязка из луба (чидако). Теперь она заменена одеждой общеиндонезийского типа (саронги у обоих полов, рубашки у мужчин, блузки у женщин, и т. д.) и европейской.
Пища — саговый крахмал — основа кулинарии. Основное блюдо — папеда — желе из сагового крахмала, приправленное соусом чоло-чоло, из лука, кислых овощей, уксуса и квашеной рыбы. Иначе оно безвкусно. Из саго делают пирожки и хлебцы. В зависимости от хозяйственного типа в разных регионах также употребляют кукурузу, из неё делают лепешки, кашу, вареные корнеплоды и клубнеплоды и прочее.
В общественной организации есть деление на роды и линиджи. До начала XX в. сохранялся патриархальный кросскузенный брак и трёхродовые союзы. Практиковалась охота за головами, инициации. На о-вах Амбонских, Серам, Банда, Кей, Ару существовали надэтнические религиозно-политические союзы — «Союз пяти» (Улилима) и «Союз девяти» (Улисива). Традиционные верования больше сохранились на Тиморе и Сераме.